# غراهام كوين
غراهام كوين (بالإنجليزية: Graham Quinn)‏ هو لاعب دوري الرغبي أسترالي، ولد في 13 ديسمبر 1957 في أستراليا.